# Polygonia interrogationis
Polygonia interrogationis is een vlinder uit de familie Nymphalidae, de vossen, parelmoervlinders en weerschijnvlinders. De wetenschappelijke naam interrogationis heeft de vlinder te danken aan het witte vraagteken op de onderzijde van de vleugel. De vlinder heeft een spanwijdte tussen de 57 en 76 millimeter.
Deze soort overwintert als vlinder en legt in het voorjaar eitjes die vanaf mei een zomergeneratie voortbrengen. Het nageslacht van deze generatie is de wintergenertatie die vliegt vanaf augustus en weer overwintert.
De waardplanten van de rupsen zijn van geslachten van de Urticaceae en daarnaast Humulus, Ulmus en Celtis. De vlinder leeft voornamelijk van de sappen van bomen, rottend fruit en mest. Als deze niet beschikbaar zijn worden ook bloemen bezocht.
Het verspreidingsgebied beslaat het de zuidoostelijk deel van Canada, de Verenigde Staten en Mexico.